# 廷尉
廷尉（又稱大理、作士），是中國古官名，雅稱棘卿。秦初置。掌刑獄。廷尉為三公九卿的九卿之一。在秦漢時期以廷尉為最高司法之官。

## 歷史沿革
廷尉是秦國所創，掌管刑法，下設有正監、左監同右監，秩祿千石。
漢時保留廷尉，秩中二千石。景帝第六年（公元前161年），將廷尉改作大理。到武帝當時，建元四年（公元前137年），又改回廷尉。宣帝時，地節三年（公元前67年），下置左、右、平，秩六百石。至哀帝元壽二年（公元前1年），改称大理。新莽時，改称作士。东汉时又恢復称廷尉，二千石，下有正監、左監各一，左平一，秩六百石。
《汉书·百官公卿表》言“掌刑辟”。漢文帝時，張釋之擔任廷尉，以執法時一切依法辦理聞名。當時曾發生一段插曲，文帝車隊經過中渭橋，有一人從橋下跑出來，驚擾了皇帝馬車的馬。此人被逮捕後，交給廷尉處理。皇帝生氣，想斬殺此人，但張釋之堅持依法辦理，最後僅判處罰金四兩。另一次有人盜高廟（即祭祀漢高祖的宗廟）座前玉環，張釋之判決依律斬殺。文帝大怒，認為應行株連（意圖滅族的意思）。但張釋之據理力爭，堅持依法辦理，最後文帝認為有道理，便接受其言。
三國時代，都有廷尉。齊和帝時梁國設「大理」。梁武帝時改廷尉為廷尉卿。北魏仍稱廷尉；北齐時改名为大理寺卿為正，大理寺少卿為副。隋朝設大理寺，並置大理卿一職。唐朝沿用隋制，雖然名稱數次改變，終仍不復其廷尉舊稱，乃自宋朝至清朝皆此名稱。

## 屬官
- 廷尉監：有正監及左右二監，秩千石，東漢時右監罷廢。職任為輔助廷尉，但權力之大可與廷尉立場對立。漢時救漢宣帝劉病己於一旦的就是廷尉右監邴吉，他是由基層升遷而來的。
- 廷尉平：漢宣帝時新置，秩六百石。有云設左右平，或曰四平。用以減經機構中最低級、任重而祿薄的延尉史的負擔，後世沿襲。東漢時只存左平。
- 延尉史：廷尉派往地方審理案件的人員，位處機構最低級。來源比較複雜，有的出自私人推薦（杜周），有的為地方獄吏出身（王溫舒）。

### 引用
1. ↑  南宋·洪邁，《容齋四筆》（卷15）：“唐人好以它名標榜官稱，今漫疏於此，以示子姪之未能盡知者。太尉為掌武，司徒為五教，司空為空土，侍中為大貂，散騎常侍為小貂，御史大夫為亞台、為亞相、為司憲，中丞為獨坐、為中憲，侍御史為端公、南牀、橫榻、雜端，又曰脆梨，殿中為副端，又曰開口椒，監察為合口椒，諫議為大坡、大諫，補閉今司諫。為中諫，又曰補袞，拾遺，今正言。為小諫，又曰遺公，給事郎為夕郎、夕拜，知制浩為三字，起居郎為左螭，舍人為右螭，又並為修注，吏部尚書為大天，禮部為大儀，兵部為大戎，刑部為大秋，工部為大起，吏部郎為小選、為省眼，考功、度支為振行，禮部為小儀、為南省舍人，今曰南宮，刑部為小秋，祠部為冰廳，比部為比盤，又曰昆腳、皆頭，屯田為田曹，水部為水曹，諸部郎通曰哀烏、依烏，太常卿為樂卿，少卿為少常、奉常，光祿為飽卿，鴻臚為客卿、睡卿，司農為走卿，大理為棘卿。”
2. 1 2 3  ，學典. 三民書局. 1998年.
3. 1 2  班固《漢書》，表第七，百官公卿表。廷尉秦官一掌刑辟有正左右監秩皆千石景帝中六年更名大理武帝建元四年復為廷尉宣帝地節三年初置左右平秩皆六百石哀帝元壽二年復為大理王莽改曰作士.
4. ↑  《後汉书·应劭传》：“窃不自揆，贪少云补，辄撰具《律本章句》、《尚书旧事》、《廷尉板令》……凡二百五十篇。”王先谦集解引惠栋曰：“汉有尉律，廷尉所用之律。”
5. ↑  《後漢書》，百官二：廷尉卿一人中二千石。本注曰掌平獄奏當所應凡郡國讞疑罪皆處當以報。正左監各一人左平一人六百石。本注曰掌平決詔獄。右屬廷尉。本注曰孝武帝以下置中都官獄二十六所各令長名世祖中興皆省唯廷尉及雒陽有詔獄.
6. ↑  《史记》卷一百二 张释之冯唐列传第四十二:“上行出中渭桥，有一人从桥下走出，乘舆马惊。于是使骑捕，属之廷尉……廷尉奏当，一人犯跸，当罚金。”裴駰集解引如淳曰： “乙令， 蹕先至而犯者， 罰金四兩。”
7. ↑  學典. 三民書局. 1998年.

## 外部連結
- 大理寺 （页面存档备份，存于）
- 廷尉 （页面存档备份，存于）